# Neonesidea conformis
Neonesidea conformis is een mosselkreeftjessoort uit de familie van de Bairdiidae. De wetenschappelijke naam van de soort is voor het eerst geldig gepubliceerd in 1878 door Terquem.